# Inka Löwendorf

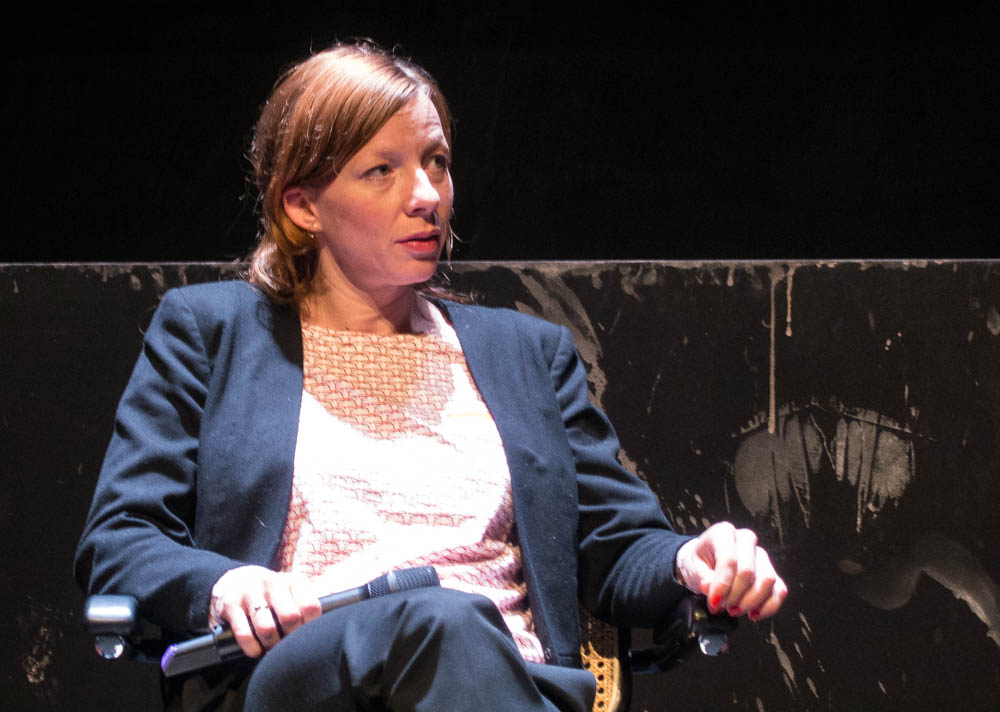
Inka Löwendorf (2015) bei einer Podiumsdiskussion

Inka Löwendorf (* 10. November 1977 in Berlin-Steglitz) ist eine deutsche Schauspielerin, Hörspiel- und Hörbuchsprecherin.

## Leben
Parallel zur Schulausbildung machte Löwendorf von 1982 bis 1992 eine Tanzausbildung an der Deutschen Oper Berlin. Von 1996 bis 1998 hatte sie ihr erstes Engagement als Tänzerin am Berliner Ensemble. Danach wirkte sie in verschiedenen Produktionen an OFF-Theatern in Berlin mit. 1998 machte sie ihr Abitur am Erich-Hoepner Gymnasium in Berlin. Nach dem Abitur hielt sich Löwendorf einige Zeit im Ausland auf, unter anderem in Madrid, Bolivien und Sydney. Von 1998 bis 2000 machte Inka Löwendorf ihr Grundstudium in Germanistik und Anglistik. Nebenbei war sie von 1997 bis 1999 in der RTL-Daily Soap Gute Zeiten, schlechte Zeiten in der Rolle der Astrid Seiter zu sehen. Im Anschluss studierte sie von 2000 bis 2004 Schauspiel am Max-Reinhardt-Seminar in Wien. Außerdem spielte sie dort in verschiedenen Theaterproduktionen wie zum Beispiel Ein Sommernachtstraum, Zwei Herren von Verona, Goldenen Zeiten, Kaukasischer Kreidekreis. Sie arbeitet am Berliner Ensemble und ist festes Ensemblemitglied in der Volksbühne Berlin. 2007 gründete sie mit Freundinnen den Heimathafen Neukölln, der im Frühjahr 2009 einen festen Spielort in der Karl-Marx-Straße 141 erhielt. 2013 sprach sie das Hörbuch zum Roman Tigermilch der Autorin Stefanie de Velasco.

## Filmografie
- 1997–1999: Gute Zeiten, schlechte Zeiten
- 1998: Polizeiruf 110 – Discokiller
- 1999: Lass uns spielen
- 2000: Dr. Sommerfeld – Neues vom Bülowbogen – Heimweh
- 2000: Die innere Sicherheit
- 2000: Der Puma – Kämpfer mit Herz – Nana
- 2002: Medicopter 117 – Jedes Leben zählt – No Risk No Fun
- 2002: Kommissar Rex – Die Taten der Toten
- 2002: August der Glückliche
- 2004: Tatort – Tod unter der Orgel
- 2010: F60.0
- 2010: Golm
- 2012: Weil ich schöner bin
- 2012: Notruf Hafenkante – Held des Tages
- 2014: SOKO Wismar – Bernd und Harry
- 2018: SOKO Wismar – Der schöne Finn
- 2018: Arthurs Gesetz (Fernsehserie, 3 Folgen)
- 2019: Frau Jordan stellt gleich – Hintern und Arschlöcher
- 2019: Dead End (Fernsehserie, 4 Folgen)
- 2020: Morden im Norden (Fernsehserie, 1 Folge)
- 2020: Schwartz & Schwartz – Wo der Tod wohnt
- 2021: Nahschuss
- 2023: Praxis mit Meerblick – Dornröschen
- 2023: Stralsund: Der lange Schatten
- 2023: Stralsund: Tote Träume

## Hörspiele und Features (Auswahl)
- 2013: Gesine Schmidt: EXPATS – Regie: Heike Tauch (Hörspiel – DLF)
- 2013: E. M. Cioran: Vom Nachteil, geboren zu sein – Regie: Kai Grehn (Hörspiel – SWR)
- 2013: Andreas Jungwirth: Döbeln – Regie: Heike Tauch (Hörspiel – MDR)
- 2014: Andreas Bick: Bay Area Disrupted – Regie: Andreas Bick (Feature – WDR)
- 2015: Atiha Sen Gupta: Fatima – Regie: Heike Tauch (Feature – NDR)
- 2019: Megumi Iwasa: Viele Grüße von der Seehundinsel – Regie: Dirk Kauffels (Kinderhörspiel), Sauerländer audio, Berlin

## Hörbücher (Auswahl)
- 2013: „Tigermilch“ von Stefanie de Velasco, Argon Verlag, Berlin
- 2014: „Die Unwahrscheinlichkeit von Liebe“ von A. J. Betts, Sauerländer audio, Berlin (Longlist Deutscher Kinderhörbuchpreis BEO)
- 2014: „Geheimer Ort“ von Tana French, Argon Verlag, Berlin
- 2015: „Mein Herz und andere schwarze Löcher“ von Jasmine Warga, Sauerländer audio, Berlin
- 2015: „Klar ist es Liebe“ von Sandy Hall, Sauerländer audio, Berlin (Shortlist Deutscher Kinderhörbuchpreis BEO)
- 2015: „Ein anderes Paradies“ von Chelsey Philpot, Silberfisch, Hamburg
- 2016: „Luna-Lila – Das allergrößte Beste-Freundinnen-Geheimnis“ von Anu Stohner und Friedbert Stohner, Argon Verlag, Berlin
- 2016: „Luna-Lila – Der allgeheimste Pony-Plan“ von Anu Stohner und Friedbert Stohner, Argon Verlag, Berlin
- 2016: „Auf Null“ von Katharina Jung, Argon Verlag, Berlin
- 2019: „Die Zeuginnen“ von Margaret Atwood, Hörbuch Hamburg
- 2020: „Marta schläft“ von Romy Hausmann, Hörbuch Hamburg
- 2022: „SO FORSCH, SO FURCHTLOS“ von Andrea Abreu, Argon Verlag, ISBN 978-3-7324-0661-6 (Hörbuch-Download)
- 2023: „Eva“ von Verena Keßler, Der Audio Verlag, ISBN 978-3-7424-2788-5 (u. a. mit Marie-Isabel Walke & Jodie Ahlborn)
- 2024: „Notizen zu einer Hinrichtung“ von Danya Kukafka, Der Audio Verlag, ISBN 978-3-7424-3143-1 (mit Stefan Kaminski)
- 2024: „Hey guten Morgen, wie geht es dir?“ von Martina Hefter, Argon Verlag, Berlin, ISBN 978-3-8398-2173-2
- 2025: „Geheimname Eisvogel“ von Liz Kessler, Sauerländer audio, Berlin, ISBN 978-3-8398-4435-9 (mit Natalia Belitski, Simona Pahl & Benito Bause)